# Ercole Dembowski
Ercole (Hercules) Dembowski (12 de enero de 1812 – 19 de enero de 1881) fue un astrónomo italiano de ascendencia polaca, especializado en la observación de estrellas binarias, hermano pequeño del escritor Carlo Dembowski (1808-1863).

## Semblanza
Ercole Dembowski nació en Milán y heredó el título de barón al fallecer su hermano Carlo, quien lo obtuvo a su vez de su padre, Jan Dembowski o Dębowski (1773-1823), uno de los generales polacos de Napoleón que hizo su carrera en Italia y fue recompensado con ese título. Su madre, Matilde Viscontini (1790-1825), de gran belleza, fue cortejada por el poeta y escritor Ugo Foscolo y Stendhal y fue una patriota que participó en la conspiración anti-austríaca de 1821. No se llevó bien con su violento marido, del que huyó a Suiza.
Hércules Dembowski tenía un hermano mayor llamado Carlo que fue ingeniero y escritor. En 1819, los dos muchachos se encontraron en un internado en Volterra. Pero sus padres fallecieron al poco, él en 1823 y ella en 1825. Ercole, tras estudiar náutica en la escuela austriaca de Venecia, sirvió en la marina de Imperio austrohúngaro y viajó mucho por el Mediterráneo y el Atlántico, conociendo América y Oriente próximo; en 1833 alcanzó el grado de alférez, e intervino en diversas acciones en el Egeo (contra los piratas asentados en la isla de Esciros) y en Siria, donde formó parte de la expedición de las potencias coloniales europeas que bombardearon San Juan de Acre. Pero en 1843 se retiró por razones de salud a Nápoles, se casó con la baronesa Enrichetta Bellelli, de la que tuvo tres hijos, y se dedicó por entero a la astronomía en un pequeño observatorio que construyó en San Giorgio a Cremano en 1851; pero, descontento con el mismo, se construyó uno mejor en el Piamonte, adonde se mudó en 1858. Se instaló en una villa en Cassano Magnago, cerca de Gallarate. En 1879 se mudó a Villa Maria, en un monte de Solbiate Arno, que entonces era una pedanía de Albizzate, y allí pasó el resto de sus días.
Fue un observador incansable de estrellas dobles e hizo decenas de miles de medidas micrométricas. En particular, comprobó las mediciones de muchas estrellas dobles del "Catálogo Dorpat" de Friedrich Struve, observando cómo algunas de ellas habían cambiado de posición a lo largo de los años debido a su órbita mutua como estrellas binarias.
Ganó la Medalla de Oro de la Real Sociedad Astronómica en 1878.

## Epónimos
- El cráter lunar Dembowski lleva este nombre en su honor.
- El planeta menor (349) Dembowska también está nombrado en su memoria.